# Ça n'arrive qu'aux autres
Ça n'arrive qu'aux autres is een Franse film van Nadine Trintignant die werd uitgebracht in 1971.
Deze film vertelt het verhaal van het drama dat Nadine en haar echtgenoot Jean-Louis Trintignant in 1970 hebben meegemaakt. Ze verloren toen Pauline (1969-1970), hun tweede dochtertje dat overleed op de leeftijd van negen maanden. De film is dan ook opgedragen aan haar. 
Tijdens de opnames werden Catherine Deneuve en Marcello Mastroianni verliefd. Ze gingen spoedig samenwonen. Een jaar later, in 1972, beviel Deneuve van hun dochter Chiara Mastroianni.

## Samenvatting
Catherine en Marcello vormen een hecht koppel. Ze baden in geluk samen met Camille,  hun negen maanden oude baby. Een tijdje later slaat echter het noodlot toe: Camille sterft. Catherine en Marcello zijn ontredderd. Ze weigeren het onrechtvaardige en het onvoorstelbare te aanvaarden en breken met de manier waarop ze tot nu toe leefden.
Ze raken elke voeling met het leven kwijt. Ze zoeken geen contact meer met hun familie noch met hun vrienden. Ze plooien zich terug op zichzelf en kiezen bewust voor sociaal isolement. Ze komen hun appartement nog amper uit. Marcello heeft zijn job opgegeven. De weinige keren dat Catherine nog het appartement verlaat gaat ze gesprekken aan met jonge moeders in het park. Daarin heeft ze het over de vele kwaliteiten van haar dochtertje. 

## Rolverdeling
| Acteur               | Personage                |
| -------------------- | ------------------------ |
| Catherine Deneuve    | Catherine                |
| Marcello Mastroianni | Marcello                 |
| Serge Marquand       | de broer van Catherine   |
| Dominique Labourier  | Marguerite               |
| Danièle Lebrun       | Sophie                   |
| Catherine Allégret   | een jonge vrouw          |
| Charles Gérard       | een collega van Marcello |
| Marie Trintignant    | het kleine meisje        |
| Claude Pinoteau      | een collega van Marcello |
| Benoît Ferreux       | de jongen                |